# Windy Buche
Pour les articles homonymes, voir Buche.

a Compétitions nationales et continentales officielles uniquement.

Windy Buche, né le 21 janvier 1988, est un joueur de rugby à XIII français évoluant au poste d'ailier ou de centre. Au cours de sa carrière, il a évolué sous les couleurs des clubs de Pia, Palau-del-Vidre, St-Estève XIII catalan et Lézignan.

## Biographie
Formé au XIII Catalan, il évolue ensuite en Championnat de France au sein de Pia, Palau-del-Vidre, St-Estève XIII catalan et Lézignan.
Sous les couleurs de St-Estève XIII catalan, réserve des Dragons Catalans qui évoluent en Super League, il remporte un titre de Coupe de France en 2016 dont il ne dispute pas la finale mais dispute la finale de 2015 perdue contre Lézignan 25-27.
Il s'engage en 2016 avec Lézignan en espérant obtenir plus de temps de jeu. L'entraîneur de ce club, Aurélien Cologni, qui est également le sélectionneur de l'équipe de France lui donne sa confiance et cela se traduit par une réussite de Windy Buche qui marque dix-huit essais, devenant le meilleur marqueur d'essais du Championnat de France cette saison-là et l'un des artisans des bons résultats du club.

## Palmarès
- Vainqueur de la Coupe de France : 2016[2] (Saint-Estève XIII catalan).
- Finaliste du Championnat de France : 2017 (Lézignan).
- Finaliste de la Coupe de France : 2015 (Saint-Estève XIII catalan) et 2017 (Lézignan).